# On & On (박정현의 음반)
《On & On》은 미국의 가수 박정현의 다섯 번째 정규 음반이다. 이전 앨범인 《Op. 4》 이후 라이브 실황 앨범 《Op. 4 Concert Project 4th Movement: The Album》을 제외하고는 2년 여가 지난 뒤에야 발표된 앨범으로, 처음으로 박정현이 직접 프로듀싱을 하였고 그녀가 직접 작곡·작사한 노래가 여러 곡 들어 있는 것이 이전의 앨범과 다른 특징이다. 일반적인 CD 케이스가 아닌 가로로 두 배 큰 크기의 디지팩으로 발매되었다.
앨범의 제목 “On & On”은 그의 첫 번째 음반 《piece》 중 첫 번째 곡인 〈Intro〉의 가사 “On and on just to find one little piece of peace of mind...”에도 나오는 구절이기도 하다.
첫 번째 싱글 〈달〉은 일본에서 발표된 첫 싱글 앨범에 일본어 가사로 불려 실리기도 한 곡으로, 일본 음악가들과의 공동 작업을 통해 만들어졌다. 셰익스피어의 햄릿에 나오는 등장인물인 오필리아의 이미지를 동기로 한 이 곡의 뮤직비디오와 더불어 두 번째 싱글 〈迷兒〉도 뮤직비디오로 제작되었다.
- 박정현 참여내용
  - 프로듀싱 / 작곡: 4곡
  - 한국어 작사: 3곡

## 수록곡
| #             | 제목                                  | 작사           | 작곡                   | 편곡                 | 재생 시간 |
| ------------- | ------------------------------------- | -------------- | ---------------------- | -------------------- | --------- |
| 1.            | Ode                                   | 박정현         | 박정현                 | 박정현, 김조한       | 1:09      |
| 2.            | 아름다운 너를                         | 김윤아         | 황성제                 | 황성제               | 4:06      |
| 3.            | Long Goodbye                          | 정석원         | 정석원                 | 정석원               | 4:25      |
| 4.            | 달 (`타이틀 곡`)                      | 강지훈         | Hiro Swano, Kazz Izumi | 황성제               | 4:19      |
| 5.            | Miracle                               | 권윤정         | 김덕윤                 | 황성제               | 3:52      |
| 6.            | 알아볼께요                            | 강지훈, 박정현 | 황찬희                 | 황성제, David Thomas | 3:06      |
| 7.            | 미래                                  | 박정현         | 박정현                 | 박정현, 김조한       | 5:38      |
| 8.            | 그러지 마세요                         | 정석원         | 정석원                 | 정석원               | 5:10      |
| 9.            | 오늘이라면                            | 황성제, 강지훈 | 황성제                 | 황성제               | 3:58      |
| 10.           | 미아 (迷兒) (`후속곡`)                | 윤종신         | 황성제                 | 황성제, 홍준호       | 4:37      |
| 11.           | 싱글 링                               | 정석원         | 정석원                 | 정석원               | 4:29      |
| 12.           | Very Thought                          |                | 박정현                 |                      | 3:47      |
| 13.           | Ghost                                 | 박정현         | 박정현                 | 황성제               | 3:17      |
| 14.           | 하비샴의 왈츠 (Miss Havisham's Waltz) | 정석원         | 정석원                 | 정석원               | 4:45      |
| 총 재생 시간: | 총 재생 시간:                         | 총 재생 시간:  | 총 재생 시간:          | 총 재생 시간:        | 56:55     |